# Allolepis texana
Genre
Espèce
Classification APG III (2009)
Allolepis texana est une espèce végétale de la famille des Poaceae. Selon World Checklist of Selected Plant Families (WCSP) (29 nov. 2011), NCBI (29 nov. 2011) et ITIS (29 nov. 2011), il s'agit de la seule espèce du genre Allolepis.

### Pour l'espèce
- (en) World Checklist of Selected Plant Families (WCSP) : Allolepis texana
- (en) Catalogue of Life : Allolepis texana (Vasey) Soderstr. & H.F.Decker (consulté le 20 décembre 2020)
- (fr + en) ITIS : Allolepis texana  (Vasey) Soderstr. & H.F. Decker
- (en) NCBI : Allolepis texana (taxons inclus)
- (en) GRIN : espèce Allolepis texana  (Vasey) Soderstr. & H. F. Decker

### Pour le genre
- (en) World Checklist of Selected Plant Families (WCSP) : Allolepis Soderstr. & H.F.Decker (1965)
- (fr + en) ITIS : Allolepis  Soderstr. & H.F. Decker
- (en) NCBI : Allolepis (taxons inclus)
- (en) GRIN : genre Allolepis  Soderstr. et H. F. Decker (+liste d'espèces contenant des synonymes)